# 아르민 파퍼거
아르민 테오도어 파퍼거 (Armin Theodor Papperger, 1963년 1월 30일, 마인부르크 ~)는 DAX에 상장되어 있는 라인메탈 AG의 독일인 관리자이자 CEO이다. 파퍼거는 또한 2014년부터 독일 보안 및 방위 산업 연방 협회 (BDSV)의 회장을 맡고 있다. 

## 생애

### 교육 및 직업 경력
파퍼거는 뒤스부르크 대학교에서 분자 가스 역학, 제조 기술 및 재료 과학에 중점을 두고 기계 공학을 전공했으며, 공학 학위를 취득했다. 
학업을 마친 후 파퍼거는 1990년 당시 라인메탈 GmbH (윈터뤼스 공장) 에서 재료 테스트 그룹 책임자로 품질 관리 분야의 전문 경력을 시작했다. 1992년에 그는 품질 관리 부서의 부국장으로 라인메탈 GmbH의 뒤셀도르프 공장으로 자리를 옮겼고, 1998년에는 주요 품질 관리 부서의 부국장이 되었다. 2001년부터는 자회사 경영 부문에서 다양한 직책을 맡았으며, 2010년부터는 국방사업부 이사회 구성원으로서 차량 시스템과 무기 및 탄약 부문을 담당하였다. 2012년 초에 파퍼거는 방산 부문 이사회 의장이 되었으며, 라인메탈 AG 그룹 이사회의 구성원이 되었다. 라인메탈은 2013년 1월 1일에 파퍼거를 CEO로 임명했다. 

## 파퍼거를 표적으로 한 암살 시도 혐의
CNN에 따르면 2024년 미 정보국은 러시아-우크라이나 전쟁에서 우크라이나에 제공하는 무기를 생산하는 유럽 방산업체 경영진을 암살하려는 러시아 정부의 계획을 폭로했다. 러시아 측은 이러한 계획을 실행하려고 시도했다. 독일 정보 기관은 미국의 파트너 정보 기관에게서 공격 계획을 통보 받았다고 확인하였다. CNN에 따르면 아르민 파퍼거를 암살하려는 시도가 저지되었다.  한편 계획된 공격 유형이나 특정 가해자 집단과 관련한 구체적인 징후는 없는 것으로 알려졌다. 